# COCONO SUSUKINO
COCONO SUSUKINO（ココノ ススキノ）は、北海道札幌市中央区のすすきのに所在する複合商業施設である。

## 概要
東急不動産・竹中工務店・イトーヨーカ堂・アインファーマーシーズ・キタデンが建設主として、ビルの老朽化や耐震性不足に伴い2020年5月17日で閉館したススキノラフィラを再開発する形で建設され、2023年11月30日に開館した。一大歓楽街であるすすきの交差点に面した立地である。
愛称のCOCONO（ココノ）は、 場所を意味する「此処」と多様性を意味する「個々」の二つの意味を込めたものとし、「一人でもみんなとでも、訪れる全ての人が自分らしく楽しめる居場所になる」というコンセプトをイメージしたものとした。ロゴマークは太陽と月の満ち欠けをイメージした形状で昼をイメージした黄色と夜をイメージした紺色の2色で昼夜問わず人々が集い心躍る時間を過ごす思いを込めたものとした。
スーパーマーケットとしては、帯広市に本社を置く「ダイイチ」が出店している。ススキノラフィラのスーパーマーケットとしてイトーヨーカ堂が入居していたことから、当施設にも出店が検討されていたが、同社の地方店舗への投資縮小を受け、業務・資本提携関係にあるダイイチに出店を打診した。
一階には、ラジオ放送用サテライトスタジオ「MID.α STUDIO」がある。コンセプトとして、従来の「放送局専用のサテライトスタジオ」ではなく、日本初となる「共創型オープンラジオスタジオ」として、北海道の民放ラジオ4局（HBCラジオ、STVラジオ、エフエム北海道、FM NORTH WAVE）並びに民放テレビ5局（北海道放送、札幌テレビ放送、北海道テレビ放送、北海道文化放送、テレビ北海道）、札幌市のコミュニティFM放送局（エフエムとよひら）などが日替わりでこのスタジオを使用して生放送を行う。

## 沿革
建て替え前については、
- 2020年（令和2年）
  - 5月17日 - 前身施設であるススキノラフィラが閉館。
- 2021年（令和3年）
  - 1月 - 北海道が「札幌すすきの駅前複合開発計画（仮称）」の特定小売事業施設新設届出を公表[6]。
  - 6月 - 旧ススキノラフィラ解体完了[6]。
  - 7月2日 - 「札幌すすきの駅前複合開発計画（仮称）」着工[PR 1]。
- 2022年（令和4年）3月 - 施設コンセプト決定、テナント出店募集開始[7]。
- 2023年（令和5年)
  - 5月8日 - 正式名称を「COCONO SUSUKINO （ココノ ススキノ）」に決定した。
  - 11月30日 - 第1期開業、7階までの低層階を供用開始[8]。
- 2024年（令和6年）
  - 1月8日 - この日13時より放送の『COCONO Sラジ』（STVラジオ）から、一階のラジオ放送用サテライトスタジオ「MID.α STUDIO」の本格運用を開始[9]。
  - 1月16日 - SAPPORO STREAM HOTELが開業[10]。
  - 1月31日 - 第2期開業[8]。3階・地下1階の飲食店・ゲームセンター等13店舗の出店や屋内イベントスペース「COCONO SQUARE」を開設[11]。

## フロア
出典:
| フロア   | 施設 |
| -------- | --- |
| 7階-18階 | SAPPORO STREAM HOTEL（後述）                                                                                                 |
| 6階      | TOHOシネマズすすきの（後述）                                                                                                 |
| 5階      | TOHOシネマズすすきの・エンタメ                                                                                               |
| 4階      | 飲食「COCONO横丁」・ゲームセンター「GiGO」・エンタメ                                                                         |
| 3階      | 屋内広場「COCONO SQUARE」（3-4階吹抜） 屋外広場「COCONO TERRACE」 飲食「COCONO FOOD HALL」・ゲームセンター「GiGO」・エンタメ |
| 2階      | 屋外広場「COCONO TERRACE」・物販・サービス                                                                                   |
| 1階      | 交通待合待合広場・ドラッグストア「アインズ&トルぺ」 物販・飲食・ホテル入口・ラジオスタジオ「MID.α STUDIO」                   |
| B1階     | 地下鉄南北線すすきの駅連絡口 食品売場「COCONO MARCHE」・待合スペース・食物販・飲食                                           |
| B2階     | 地下鉄南北線すすきの駅連絡口・スーパーマーケット「ダイイチ」                                                                 |

### 主なテナント
地下2階
- ダイイチ

地下1階
- 青山フラワーマーケット
- 小樽なると屋
- スターバックスコーヒー
- どんぐり
- 根室花まる
- わくわく広場

1階
- アインズ＆トルペ
- ローソン

2階
- スリーピー
- Zoff
- ダイソー
- ハニーズ
- ABC-MART GRAND STAGE

3階
- GIGO
- HUB

4階
- 風月

5階
- GIGO（カプセルトイ[14]）

5 - 7階
- TOHOシネマズ（後述）

## TOHOシネマズすすきの
TOHOシネマズすすきの（トウホウシネマズ すすきの・TOHO CINEMAS SUSUKINO）は、COCONO SUSUKINOの5・6階に所在するTOHOシネマズ運営のシネマコンプレックス（映画館）。

### 背景と開業
北海道における東宝系列映画館は、六部興行の一つである北海道東宝株式会社が1962年2月27日から経営・運営を担っており、札幌市内ではすすきのにあった邦画系の東宝公楽と南1条西1丁目にあった洋画系の日本劇場がチェーンマスターとして大作・話題作を数多く上映していた。2003年に東宝がヴァージンシネマズ・ジャパンを買収してTOHOシネマズに社名変更したのを機に、他の六部興行各社がTOHOシネマズに相次いで吸収合併されたが、北海道のみ統合せず興行会社として存続していた。2010年8月31日に東宝公楽と旭川東宝が閉館すると、北海道東宝が運営する映画館はシネコンの恵庭・東宝シネマ8のみとなったが、そのシネマ8も2015年5月31日をもって15年間にわたる営業を終了。翌2016年5月31日付で北海道東宝は会社解散となり、54年間の歴史に幕を閉じた。
ラフィラ閉店から1ヵ月を経た2020年6月25日、TOHOシネマズはラフィラ跡地の新施設にシネマコンプレックスを設置することを発表。TOHOシネマズは札幌駅前のシネコンである札幌シネマフロンティアを2012年から運営委託しているが、札幌を含む北海道内には単独のチェーン館がなく、TOHOシネマズとしては北海道初進出、北海道の東宝系単独運営の映画館としても8年半ぶりの復活となった。着工した2021年7月時点で2023年秋（9～10月）頃のグランドオープンを予定していたが、2023年9月13日に開館日と正式名称が発表され、同年11月30日、9月の発表通りに開業した。
『ゴジラ-1.0』がこけら落とし番組とオープン記念の広告ビジュアルに採用され、オープン前日の11月29日には同作主演俳優の神木隆之介と女優の浜辺美波、監督の山崎貴が来館し記念セレモニーと舞台挨拶を行った。開館当日から12月7日まで同じくこけら落としとして、札幌がロケ地となった映画『ガメラ2 レギオン襲来』（金子修介監督・1996年）と『探偵はBARにいる』（橋本一監督・2011年）のリバイバル上映も行われた他、12月3日には同じくこけら落としとなった『ガールズドライブ』（宮岡太郎監督）主演の小栗有以（AKB48）が舞台挨拶を行っている。

### 特色
スクリーン10はドルビーシネマ仕様で、ドルビーアトモス・ドルビービジョン共々北海道内初採用の音響・映像規格導入となった。その他にもプレミアムシアターが最大キャパを誇るスクリーン8に、轟音シアターがスクリーン9に導入されている。
先述の恵庭・東宝シネマ8時代と同様、東宝系の邦画・洋画をメインにしながら、東映や松竹といった同業他社の作品も上映している。道内初となるドリパス上映も行っている他、コンセッションでは本別町の前田農産が生産するポップコーンが限定販売されている。
| TOHOシネマズすすきの スクリーン詳細 | TOHOシネマズすすきの スクリーン詳細 | TOHOシネマズすすきの スクリーン詳細 | TOHOシネマズすすきの スクリーン詳細 | TOHOシネマズすすきの スクリーン詳細 | TOHOシネマズすすきの スクリーン詳細 |
| スクリーン                          | 座席数                              | 車椅子                              | スクリーン サイズ（m）              | 音響                                | その他設備                          |
| ----------------------------------- | ----------------------------------- | ----------------------------------- | ----------------------------------- | ----------------------------------- | ----------------------------------- |
| SCREEN1                             | 87                                  | 2                                   | 7.3×3.1                             | Dolby 5.1 / 7.1ch                   | -                                   |
| SCREEN2                             | 209                                 | 2                                   | 15.4×6.4                            | Dolby 5.1 / 7.1ch                   | -                                   |
| SCREEN3                             | 114                                 | 2                                   | 8.7×3.6                             | Dolby 5.1 / 7.1ch                   | -                                   |
| SCREEN4                             | 75                                  | 2                                   | 7.3×3.1                             | Dolby 5.1 / 7.1ch                   | -                                   |
| SCREEN5                             | 191                                 | 2                                   | 14.2×5.9                            | Dolby 5.1 / 7.1ch                   | -                                   |
| SCREEN6                             | 163                                 | 2                                   | 12.9×5.4                            | Dolby 5.1 / 7.1ch                   | -                                   |
| SCREEN7                             | 92                                  | 2                                   | 8.9×3.7                             | Dolby 5.1 / 7.1ch                   | -                                   |
| SCREEN8                             | 319                                 | 2                                   | 17.0×7.1                            | カスタムオーダー メイドスピーカー   | プレミアムシアター                  |
| SCREEN9                             | 201                                 | 2                                   | 14.2×5.9                            | 轟音シアター                        | -                                   |
| SCREEN10                            | 261                                 | 2                                   | Dolby Vision                        | Dolby ATMOS                         | DOLBY CINEMA                        |

## SAPPORO STREAM HOTEL
SAPPORO STREAM HOTEL（サッポロストリームホテル）はCOCONO SUSUKINOの7 - 18階に入居している、東急ホテルズ&リゾーツ運営のホテル。2024年1月16日に開業した。

### 概要
東急ホテルズが新たに展開する「DISTINCTIVE SELECTION」展開型ブランドの一つ「STREAM HOTEL」の第1号となる。
8 - 17階に436室を備える。客室カテゴリはスーペリア、スーペリアプラス、プレミアムの3種類で、16・17階はプレミアムフロアとされる。最上階となる18階には全宿泊者が使える展望テラスに加え、プレミアムフロア宿泊者限定のラウンジと温浴施設も設置される。
当ホテル開業と同時に、渋谷ストリーム（東京都渋谷区）内に入居する「渋谷ストリームエクセルホテル東急」は「SHIBUYA STREAM HOTEL（シブヤストリームホテル）」に改称・リブランドした。

### 客室
- スーペリア（Superior）
  - スーペリアダブル (17.6 m2)
  - スーペリアツイン (24.2 m2)
  - スーペリア ユニバーサルツイン (24.7 m2)
- スーペリアプラス（Superior+）
  - スーペリア+ダブル (17.6 m2)
  - スーペリア+ツイン (24.2 m2)
  - スーペリア+ ユニバーサルツイン (24.7 m2)
  - スーペリア+コーナーダブル (31 m2)
  - スーペリア+コーナーツイン (41.3 m2)
  - スーペリア+ファミリーデラックスツイン (37 m2)
- プレミアム（Premium）
  - プレミアムダブル (18.4 m2)
  - プレミアムツイン (24.2 m2)
  - プレミアムコーナーダブル (31 m2)
  - プレミアムコーナーツイン (41.3 m2)
  - プレミアムデラックスダブル (35.3 m2)
  - プレミアムデラックスツイン (37 m2)
  - プレミアムコンフォートツイン（50.2 m2）
  - Jスイート（56.9 m2）
  - Qスイート（66.2 m2）
  - Kスイート（91.5 m2）

### フロア
出典:
| フロア    | 施設                                                                                     |
| --------- | ---------------------------------------------------------------------------------------- |
| 18階      | ルーフトップテラス・プレミアムラウンジ・温浴施設（サウナ付き）                           |
| 16 - 17階 | 客室（プレミアム）                                                                       |
| 9 - 15階  | 客室（スーペリア・スーペリアプラス）                                                     |
| 8階       | ランドリー・フィットネスルーム・ファクションルーム・客室（スーペリア・スーペリアプラス） |
| 7階       | ロビー・フロント・レストラン&バー「Bar&Grill Splash」・ショップ                          |

## アクセス
国道36号（札幌駅前通・月寒通）「すすきの交差点」角に位置しており、さっぽろ地下街「ポールタウン」に直結。
- 札幌市営地下鉄南北線すすきの駅直結
- 札幌市電「すすきの停留場」下車